# Fimbristylis falcifolia
Fimbristylis falcifolia är en halvgräsart som beskrevs av Johann Otto Boeckeler. Fimbristylis falcifolia ingår i släktet Fimbristylis och familjen halvgräs. Inga underarter finns listade i Catalogue of Life.